# Atlas (prénom)
Pour les articles homonymes, voir Atlas.
Atlas est un prénom masculin.
Deux figures de la mythologie grecques portent ce prénom :
- Atlas, l'un des Titans de la mythologie grecque ;
- Atlas, le premier roi de l'Atlantide d'après le Critias de Platon.

D'après l'Académie de la langue basque, il s'agit également d'un prénom basque.
Association Prénom actuel "Pierre" d'origine grecque. Signifie :"Celui qui porte le monde"
Rattachement Poseïdon.

## Personnalités portant ce prénom
- Pour l'ensemble des articles sur les personnes portant ce prénom, consulter :
  - la liste des articles dont le titre commence par ce prénom
  - les listes produites par Wikidata : Liste des personnes de prénom « Atlas » — même liste en incluant les éventuels prénoms composés qui contiennent « Atlas ».